# Maxi Iglesias
Maxi Iglesias, właściwie Maximiliano Teodoro Iglesias Acevedo (ur. 9 lutego 1991 roku w Madrycie) – hiszpański aktor i model.

## Filmografia

### Seriale TV
- 2005: Amar en tiempos revueltos jako młody Minuteman
- 2005: Hospital Central jako Pablo
- 2008–2011: Física o Química jako César Cabano
- 2011: Los protegidos jako Ángel
- 2012: Toledo jako Martín

### Filmy fabularne
- 1997: Pistolet mojego brata (La pistola de mi hermano) jako Chico Nnño (Danielito)
- 2008: 8 randek (8 citas) jako David, brat Juana
- 2009: Później (After) jako García
- 2009: Seks, kłamstwa i narkotyki (Mentiras y gordas) jako Pablo
- 2010: El diario de Carlota jako Lucas
- 2011: XP3D jako José Aguas